# Friedrich Karl von Eberstein

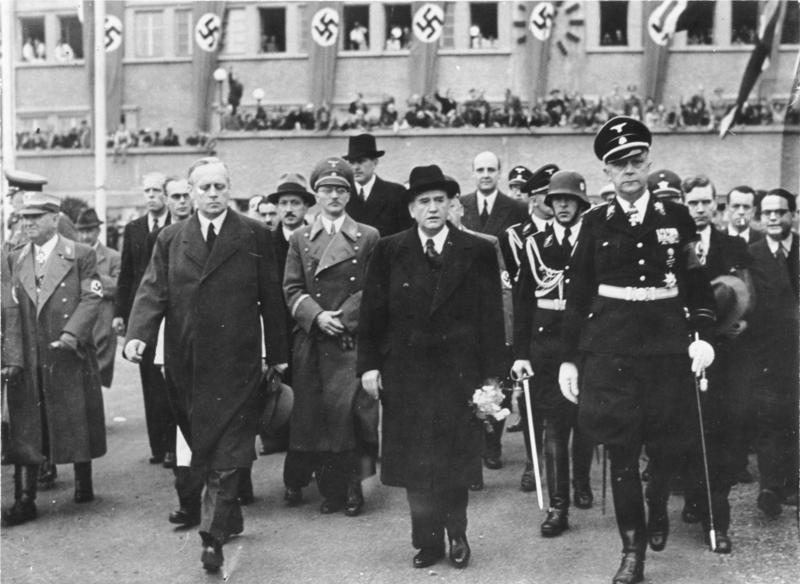
Karl von Eberstein (rechts), Polizeipräsident von München, nach Unterzeichnung des Münchner Abkommens am 30. September 1938

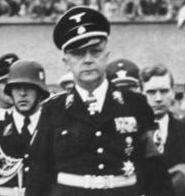
Detailvergrößerung, Karl von Eberstein, 1938

Friedrich Karl Freiherr von Eberstein (* 14. Januar 1894 in Halle (Saale); † 10. Februar 1979 in Tegernsee) war ein deutscher Politiker (NSDAP), Polizeioffizier und SS-Führer. In der Zeit des Nationalsozialismus war er Reichstagsabgeordneter der NSDAP, SS-Obergruppenführer und General der Waffen-SS und der Polizei, Polizeipräsident von München und Höherer SS- und Polizeiführer (HSSPF).

## Leben

### Herkunft und Militärlaufbahn
Ebersteins Eltern waren der preußische Major Ernst Freiherr von Eberstein (1847–1907) und dessen Ehefrau Elise, geborene von Kotze aus Groß Germersleben (1859–1935), jüngste Tochter des preußischen Landstallmeisters, Oberstleutnants und Johanniterritters Hans Friedrich von Kotze und der Anna, geborene von Kotze. Der Vater war seitens des preußischen Königs berechtigt seit 1883 den Freiherrentitel für seine Person zu tragen. Friedrich Karl von Eberstein wurde adelsrechtlich dem konventionellen Uradel zugerechnet, trug nicht die Titulatur Freiherr.
Von 1904 bis 1912 wurde Eberstein an der preußischen Kadettenanstalt in Naumburg (Saale) und der Hauptkadettenanstalt Groß-Lichterfelde bei Berlin erzogen. Da er aus gesundheitlichen Gründen zunächst keinen Militärdienst leisten konnte, studierte er von 1913 bis 1914 Landwirtschaft und Nationalökonomie an der Universität Halle. Schon in der Jugendzeit lernte Eberstein den zehn Jahre jüngeren Reinhard Heydrich kennen; Ebersteins Mutter war die Patentante Heydrichs.
Zu Beginn des Ersten Weltkrieges im August 1914 meldete sich Eberstein als Kriegsfreiwilliger und war von November 1914 bis Februar 1915 als Unteroffizier im Mansfelder Feldartillerie-Regiment Nr. 75 der Preußischen Armee tätig. Nach einem Ausbildungslehrgang an der Feldartillerie-Schießschule in Jüterbog wurde Eberstein von September 1915 bis November 1918 im 2. Pommerschen Feldartillerie-Regiment Nr. 17 an der Westfront eingesetzt. Eberstein diente dabei als Regimentsadjutant, als Ballonbeobachter und zuletzt als Batterieführer. Er wurde am 25. November 1915 zum Leutnant der Reserve befördert und mit beiden Klassen des Eisernen Kreuzes ausgezeichnet.

### In der Weimarer Republik
Nach Kriegsende gehörte Eberstein zeitweise der Reichswehr an: Von Februar bis Mai 1919 war er im Zeitfreiwilligen-Regiment Halle und im Freiwilligen Landjäger-Korps. Von April bis Juli 1920 führte Eberstein die III. Batterie des Reichswehr-Artillerie-Regiments 16 in Wittenberg, dann schied er endgültig aus der Reichswehr aus. Von 1918 bis 1920 war er Mitglied der Deutschnationalen Volkspartei (DNVP). Eberstein gehörte zu den Gründern der Hallenser Ortsgruppe des Stahlhelms und blieb bis 1924 aktives Mitglied. Parallel dazu engagierte er sich in Freikorps: 1919 und 1920 war er Mitglied im Freikorps Roßbach und dort der Adjutant von Wolf-Heinrich von Helldorff. Im März 1920 nahm er in Berlin am Kapp-Putsch teil. Während der Märzkämpfe in Mitteldeutschland war Eberstein 1921 als freiwilliger Wachtmeister bei der Schutzpolizei. Von Mai bis September 1921 gehörte er als Kompanieführer und Regimentskommandeur dem Selbstschutz Oberschlesien (SSOS) an, einem Zusammenschluss deutscher Freikorps während der Aufstände in Oberschlesien.
Aus finanziellen Gründen konnte Eberstein sein vor dem Ersten Weltkrieg unterbrochenes Studium nicht wieder aufnehmen. Deshalb hatte er von Ende 1919 bis März 1920 vorübergehend als Lehrling bei der Filiale Halle der Commerz- und Privatbank gearbeitet. 1923 und 1924 fand er als kaufmännischer Angestellter eine Beschäftigung bei den Leunawerken, danach arbeitete er bis 1926 in der Landwirtschaft.
Im Oktober 1922 war Eberstein dem „Notbund Halle“, einer Vorläuferorganisation der NSDAP, beigetreten. Zwischen 1924 und 1925 führte er den „Frontbann“ in Naumburg, eine Tarnorganisation der zu dieser Zeit verbotenen SA. Gleichzeitig war er Stabschef und Truppenreferent der Gruppe Mitte des Frontbanns in Halle. Zum 17. August 1925 trat Eberstein der NSDAP bei (Mitgliedsnummer 15.067), gleichzeitig war er SA-Mann. Am 30. November 1925 verließ er die NSDAP, da er Arbeit als Angestellter der Heeresverwaltung bei der Kommandantur des Truppenübungsplatzes bei Ohrdruf gefunden hatte. Wegen seiner früheren NSDAP-Zugehörigkeit wurde er 1927 von der Reichswehr entlassen.
Seit 1923 war Eberstein mit Gretel Putze verheiratet, geschieden 1926 in Naumburg, ohne Nachfahren. Am 17. Dezember 1927 heiratete Karl von Eberstein dann Helene Meinel-Scholer (1892–1969), die Tochter eines Fabrikanten aus Klingenthal. Aus der Ehe ging ein Sohn Wolf-Dietrich hervor. Von 1928 bis 1929 betrieb Eberstein als selbstständiger Fabrikant eine Wolle- und Baumwolle-Manufaktur in Gotha, später war er Geschäftsführer eines dortigen Reisebüros.
Am 1. Februar 1929 trat Eberstein unter der alten Mitgliedsnummer erneut in die NSDAP ein; am 1. April 1929 wurde er zudem Mitglied der SS (SS-Nummer 1.386). Am 12. April 1929 wurde er als SS-Sturmführer Adjutant der SS-Staffel VIII „Thüringen“ in Weimar. Von Mai 1930 bis Januar 1931 war Eberstein Stadtrat in Gotha. Ab dem 1. Juli 1930 arbeitete er hauptberuflich als Führer der SA oder SS, zunächst als Adjutant beim SS-Oberführer in Thüringen, das zu dieser Zeit die erste Landesregierung unter Beteiligung der NSDAP hatte. Am 1. Februar 1931 wechselte er in den Stab der Obersten SA-Führung (OSAF); ab November 1931 wurde er zusätzlich Gausturmführer für München-Oberbayern. Eberstein, der am 15. September 1932 zum SA-Gruppenführer befördert wurde, führte ab 1. Juli 1932 die SA-Gruppe „Hochland“ in München.

### Zeit des Nationalsozialismus
Nach der „Machtergreifung“ der Nationalsozialisten wechselte Eberstein am 20. Februar 1933 von der SA zurück zur SS. Am 21. Februar 1933 übernahm er als SS-Gruppenführer den SS-Abschnitt XVIII in Weimar; ab 15. November 1933 führte er den SS-Oberabschnitt „Mitte“ mit Sitz zunächst in Weimar. Dieser Oberabschnitt wurde später nach Dresden verlegt und in „Elbe“ umbenannt; Eberstein führte ihn bis zum 1. April 1936.
Bei den Wahlen am 5. März 1933 wurde Eberstein in den Reichstag gewählt und verblieb dort bis zum Ende des Zweiten Weltkrieges. Vom 20. Oktober 1933 bis zum 29. Dezember 1934 war Eberstein Staatsrat. Von Juli 1934 bis Dezember 1938 wurde er als linientreuer hochrangiger Parteifunktionär zum Volksrichter am Volksgerichtshof berufen. Nach dem Wechsel nach Dresden war Eberstein von Dezember 1934 bis März 1936 Kreishauptmann von Dresden-Bautzen.
Zum 1. April 1936 wurde Eberstein nach München versetzt. Zuvor war er am 30. Januar 1936 zum SS-Obergruppenführer befördert worden. Bis zum 1. Oktober 1942 leitete Eberstein das Polizeipräsidium München und wurde Führer des dortigen SS-Oberabschnitts „Süd“. Bis 17. Dezember 1942 leitete er gleichzeitig den SS-Oberabschnitt „Main“ sowie den Wehrkreis XIII in Nürnberg. Am 15. Dezember 1937 wurde Eberstein zusätzlich Leiter der Polizeiabteilung im Bayerischen Innenministerium. Mit der Einführung der Funktion des Höheren SS- und Polizeiführers (HSSPF) übernahm er am 12. März 1938 diesen Posten für den Wehrkreis VII in München. Als HSSPF war Eberstein ab dem 1. November 1939 auch „Oberster Gerichtsherr“ in seinem Arbeitsbereich für alle Angelegenheiten der SS und der Polizei, worunter auch das KZ Dachau fiel. Auch während des Zweiten Weltkrieges wurde Eberstein weiterbefördert, zunächst am 8. April 1941 zum General der Polizei und am 1. Juli 1944 zum General der Polizei und Waffen-SS. Am 1. Oktober 1944 wurde er zum Höheren Kommandeur der Kriegsgefangenen im Wehrkreis VII ernannt und war damit zuständig für die Kriegsgefangenenlager in diesem Bereich.
Kurz vor Kriegsende wurde Eberstein am 20. April 1945 wegen „Defätismus“ auf Veranlassung von Martin Bormann und mit der Zustimmung Heinrich Himmlers seiner Funktionen enthoben; die Initiative hierfür soll vom Münchner Gauleiter Paul Giesler ausgegangen sein. Eberstein soll zuvor die Tötung von Häftlingen im KZ Dachau ebenso wie die Verteidigung Münchens gegen die vorrückende US-Armee abgelehnt haben.

### Nach Kriegsende
Friedrich Karl von Eberstein wurde am 8. Mai 1945 von amerikanischen Truppen in München gefangen genommen. Bis zum 26. Oktober 1948 wurde er in verschiedenen Internierungslagern und Gefängnissen festgehalten, zuletzt im Internierungslager Dachau. Am 3. und 5. August 1946 war Eberstein Zeuge im Nürnberger Prozess gegen die Hauptkriegsverbrecher. Am 15. November 1948 wurde er im Zuge der Entnazifizierung von einer Spruchkammer in München als „Minderbelasteter“ in die Kategorie III eingestuft und zu einem Einzug von 30 % seines Vermögens verurteilt. Eine Haftstrafe entfiel, da die dreieinhalbjährige Internierung durch die Alliierten angerechnet wurde. Mehrere Berufungsverfahren führten vorübergehend zu einer Einstufung in die Kategorie II als „Belasteter“, am 19. Februar 1953 wurde Eberstein in letzter Entscheidung in die Kategorie IV als „Mitläufer“ eingeordnet. Ermittlungen der Justiz gegen Eberstein als Beschuldigten blieben folgenlos: Ein Ermittlungsverfahren der Generalstaatsanwaltschaft München im Jahr 1950 betraf die Aussonderung „untragbarer Kriegsgefangener“ zur – in der Sprache des Nationalsozialismus „Sonderbehandlung“ genannten – Ermordung. Das Verfahren wurde ebenso eingestellt wie ein zweites Verfahren im Jahr 1961.
Ab dem Jahr 1950 wohnte er in der Stadt Tegernsee. Bis zu seiner Pensionierung arbeitete Friedrich Karl von Eberstein als Bankkaufmann und als Angestellter in der Rezeption der Spielbank in Bad Wiessee.
Sein schriftlicher Nachlass wird heute im Bundesarchiv verwaltet.

## Auszeichnungen
- Goldenes Parteiabzeichen der NSDAP
- Dienstauszeichnung der NSDAP in Silber und Bronze
- SS-Dienstauszeichnung
- Ehrendegen des Reichsführers SS
- Totenkopfring der SS
- Kriegsverdienstkreuz (1939) II. und I. Klasse mit Schwertern
- Orden vom römischen Adler Großkreuz mit Schwertern